# George Dantzig
George Bernard Dantzig (Portland, 1914. november 8. – Stanford, Kalifornia, 2005. május 13.) amerikai matematikus, a lineáris programozás egyik úttörője, a szimplex módszer megalkotója. Jelentősen hozzájárult az operációkutatás, közgazdaságtan, statisztika és informatika fejlődéséhez.

## Élete
Apja német matematikus, anyja francia nyelvész volt. Amerikába való kivándorlásuk után Portlandben telepedtek le. Az 1920-as években Washingtonba költöztek. Dantzig 1936-ban matematika–fizika szakot végzett Marylandben. 1938-ban a michigani egyetemen mesterfokozatot szerzett, majd Berkeleyben, a Kaliforniai Egyetemen Jerzy Neyman irányítása alatt doktorált, de a háború miatt csak 1946-ban. 1952-ben csatlakozott a RAND Corporation matematikai osztályához. 1960-ban egyetemi tanár lett a berkeley-i egyetemen, ahol megalapította az operációkutatási központot. 1966-ban átköltözött a Stanford Egyetemre, ahol 1973-ban megalapította a Rendszeroptimalizálási Laboratóriumot (SOL). 1985-ben vonult nyugdíjba.

## Munkássága
Dantzig legfőbb matematikai eredménye a szimplex módszer, amely a lineáris programozási feladatok megoldására szolgál. A lineáris programozás tulajdonképpen optimalizálási feladat (mint például optimális foglalkoztatás, minimális befektetés melletti maximális profit stb.), ahol bizonyos megkötések mellett minimalizálni (vagy maximalizálni) kell egy célfüggvényt. A megkötések és a célfüggvény is lineárisak. Leonyid Kantorovics orosz matematikus volt a téma megfogalmazója 1939-ben. Dantzig 1947-ben publikálta a szimplex módszert. A duális problémát Neumann János fogalmazta meg. Dantzig 1963-ban publikált Linear Programming and Extensions című műve a lineáris programozás „bibliája”.

### Fontosabb könyvei
- 1949: Programming in a linear structure
- 1951: Maximization of a linear function of variables subject to linear inequalities
- 1953: Product Form Tableau for Revised Simplex Method
- 1963: Linear Programming and Extensions

## Díjai
- Neumann János elméleti díj, 1975
- Nemzeti Tudományos Érem, 1976
- Harvey-díj, 1985
- Harold Pender-díj, 1995

## Fordítás
Ez a szócikk részben vagy egészben  a   George Dantzig című angol Wikipédia-szócikk fordításán alapul.  Az eredeti cikk szerkesztőit annak laptörténete sorolja fel. Ez a jelzés csupán a megfogalmazás eredetét és a szerzői jogokat jelzi, nem szolgál a cikkben szereplő információk forrásmegjelöléseként.